# Tipula (Lunatipula) albofascia
Tipula (Lunatipula) albofascia is een tweevleugelige uit de familie langpootmuggen (Tipulidae). De soort komt voor in het Nearctisch gebied.